# 秃房茶
秃房茶（学名：Camellia gymnogyna）为山茶科山茶属的植物，为中国的特有植物。分布在中国大陆的云南、贵州、四川、广东等地，生长于海拔920米至1,350米的地区，一般生长在阔叶林中、林中以及杉林中，目前尚未由人工引种栽培。

## 异名
- Camellia glaberrima H. T. Chang
- Camellia gymnogyna H. T. Chang
- Camellia gymnogyna H. T. Chang var. remotiserrata ( H. T. Chang, H. S. Wang et P. S. Wang) Ming